# Encrypting File System
Encrypting File System (EFS) kennzeichnet ein System der Dateiverschlüsselung auf NTFS-Datenträgern unter Windows-NT-basierten Betriebssystemen wie Windows 2000, Windows XP, Windows Vista, Windows 7, Windows 8, Windows 10 und Windows 11.
Diese Erweiterung ermöglicht es, dass Dateiinhalte selbst dann vertraulich bleiben, wenn fremde Personen – z. B. durch ungenügend gesetzte oder unwirksame Zugriffsrechte oder durch den Diebstahl von Datenträgern – Zugriff auf diese erhalten, da sie nur durch den passenden Schlüssel entschlüsselt werden können.

## Funktionsweise
Wenn eine Datei per EFS verschlüsselt wird, generiert das System zunächst einen zufälligen Schlüssel, den sogenannten File Encryption Key (FEK), mit dem die Datei dann mittels des symmetrischen Verschlüsselungsverfahrens DES oder ab Windows XP SP1 mittels AES chiffriert wird. Der FEK wird dann mittels des asymmetrischen RSA-Algorithmus unter Benutzung des öffentlichen Schlüssels des Benutzers verschlüsselt und mit der Datei zusammen abgespeichert. Soll die Datei gelesen werden, wird der FEK mittels des geheimen Schlüssels des Benutzers entschlüsselt, um damit den Klartext der verschlüsselten Datei wiederherzustellen.

## Datenwiederherstellung
Ein Verlust des geheimen Schlüssels zieht natürlich den Verlust der verschlüsselten Daten nach sich. Um diesem Problem zu begegnen, gibt es die Möglichkeit, den FEK zusätzlich mit dem öffentlichen Schlüssel eines weiteren Benutzers verschlüsselt abzuspeichern. Dieser Benutzer, der sogenannte Key Recovery Agent (KRA), ist standardmäßig der Administrator der verwendeten Windows-Installation (nur Windows 2000). Ab Windows XP muss dieser KRA nachträglich eingerichtet werden (cipher /R:EFS-RA). Es ist jedoch auch möglich, andere Einstellungen vorzunehmen: So kann man beispielsweise einen zentralen Key Recovery Agent in einer gesamten Windows-Netzwerkdomäne einrichten oder auch keinen Key Recovery Agent einstellen.

## Mehrbenutzer-Verwendung von verschlüsselten Dateien
Ebenso wie zum Zweck der Datenwiederherstellung ist es auch möglich, den FEK jeweils mit den öffentlichen Schlüsseln mehrerer Benutzer verschlüsselt abzuspeichern, sodass in einem Netzwerk oder an einem Computer mit mehreren Benutzerkonten der gemeinsame Zugriff auf verschlüsselte Dateien ermöglicht wird.